# Герман, Отто
Отто Герман (венг. Otto Herman; 26 июня 1835 — Брезно, Венгрия, 26 декабря 1914, Будапешт, Австро-Венгрия) — венгерский зоолог,  этнограф, орнитолог, ихтиолог, археолог и естествоиспытатель.

## Биография
Родился 26 июня 1835 году в Брезно, Венгрия (Ныне Словакия). Был приглашён устроить зоологический отдел Трансильванского музея. В 1888 году предпринял путешествие в Норвегию для изучения птичьих гор, и, вернувшись, получил поручение от правительства заняться подготовкой научных материалов для будущего II международного съезда орнитологов. С этой целью Герман впервые организовал многочисленные станции («сети») для наблюдения перелёта птиц. Успех добытых Германом научных результатов повёл к учреждению «Венгерского орнитологического центрального учреждения», организация и заведование которым были поручены ему. В 1894 году основал выходящий поныне научный орнитологический журнал «Aquila» (рус. Орёл).
Помимо биологических наблюдений над птицами, Герман занимался ещё этнографическими исследованиями и ихтиофауной Венгрии.
В честь Отто Германа назван вид жуков Lasiacantha hermani (Vásárhelyi, 1977).

## Публикации
- «Die Decticiden der Brunner von Wattenwyl’schen Sammlung» («Verh. zool. bot. Ges. Wien», 1874);
- «Ungarn’s Spinnenfauna» (3 тома, Б., 1875—1879);
- «Ungarisches Fischerbuch» (на венг. яз., 2 т., 1887);
- «Reise nach den Vogelbergen» (на венг. яз., 1 т., 1893);
- «Die Elemente des Vogelzuges in Ungarn bis 1891» (1 т., 1895);
- «Ueber den Nutzen und Schaden der Vögel» (на венг. яз., 1901)[6].

## Память

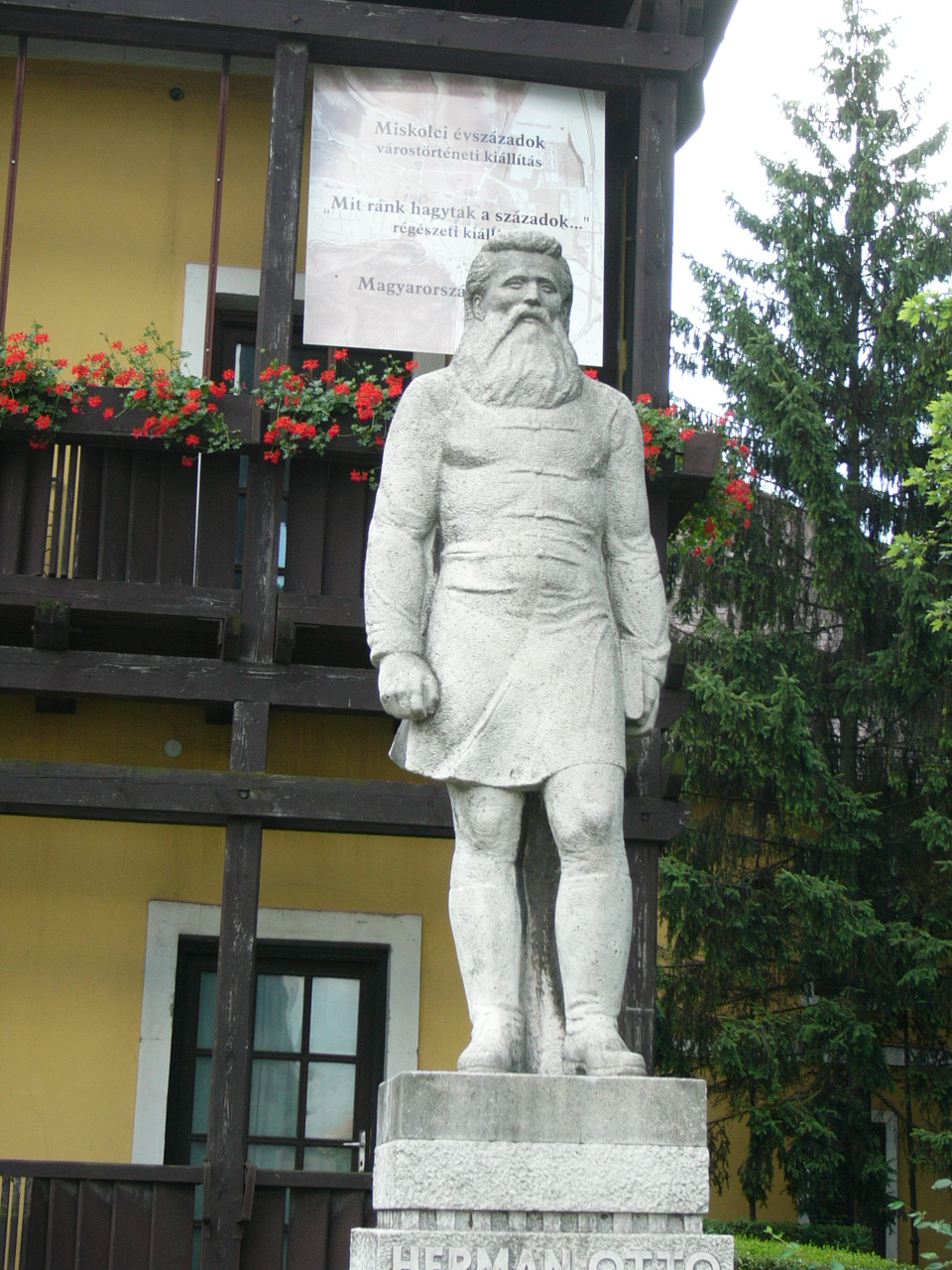
Скульптура Отто Германа

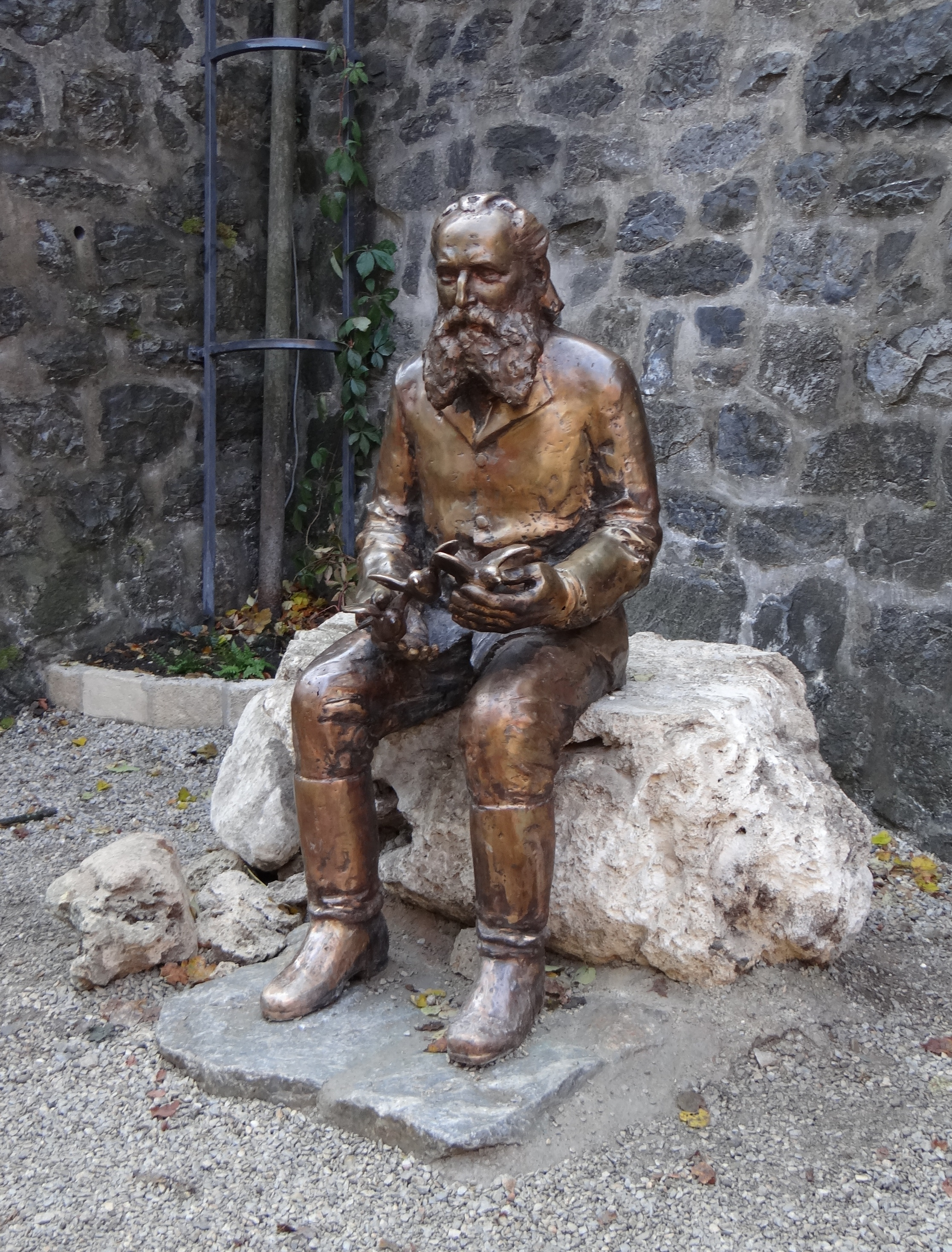
Бронзовая статуя Отто Германа

- Музей имени Отто Германа. Мишкольц, Венгрия.
  - Скульптура перед музеем.
- Бронзовая статуя. Мишкольц.
- Мемориальная доска. Парк дикой природы. Мишкольц.
- Мемориальная статуя. Сад Венгерского национального музея. Будапешт, Венгрия.
- Улица имени Отто Германа. Будапешт.
  - Мемориальная доска.
- Бюст Отто Германа в таких уездах, как медье Фейер, Ваш, Баранья и др., в городах Кёсег и Будапешт, а также в датском Государственном музее искусств.